# Viciria semicoccinea
Viciria semicoccinea är en spindelart som beskrevs av Simon 1902. Viciria semicoccinea ingår i släktet Viciria och familjen hoppspindlar. Inga underarter finns listade i Catalogue of Life.